# Associação Social Esportiva Índios Guarus 2021-2022
Questa voce raccoglie le informazioni riguardanti l'Associação Social Esportiva Índios Guarus nella stagione 2021-2022.

## Stagione
L'Associação Social Esportiva Índios Guarus utilizza la denominazione sponsorizzata Vedacit Vôlei Guarulhos nella stagione 2021-22.
Partecipa al suo secondo campionato di Superliga Série A, ottenendo un quarto posto al termine della regular season: ai play-off si spinge fino alle semifinali, dove viene eliminato dal Minas, chiudendo con un quarto posto finale.
Chiude in quarta posizione anche la partecipazione in Coppa del Brasile, eliminato in semifinale sempre dal Minas.
In ambito statale disputa la finale del Campionato Paulista, dove viene sconfitto dal BVC.

## Organigramma societario
Area direttiva
- Presidente: Anderson Marsili
- Supervisore: Daniel Jorge

Area tecnica
- Allenatore: Guilherme Novaes
- Secondo allenatore: João Ricardo Honório
- Assistente allenatore: Flávio Tavares
- Scoutman: Gustavo Henrique

Area sanitaria
- Fisioterapista: Cláudio Zezza

## Rosa
| N° | Nome                  | Ruolo | Data di nascita   | Nazionalità sportiva |
| -- | --------------------- | ----- | ----------------- | -------------------- |
| 1  | Rogério de Carvalho   | L     | 20 febbraio 1995  | Brasile              |
| 2  | Luiz Felipe Pantaleão | O     | 22 marzo 1998     | Brasile              |
| 3  | Pedro Cortal          | L     | 25 maggio 2004    | Brasile              |
| 4  | Franco Paese          | O     | 1º marzo 1990     | Brasile              |
| 5  | Sandro de Carvalho    | P     | 4 febbraio 1981   | Brasile              |
| 6  | Gabriel Fogaça        | P     | 24 novembre 2003  | Brasile              |
| 7  | Marcos Cerqueira      | C     | 11 aprile 2000    | Brasile              |
| 8  | Gustavo Nicomedes     | P     | 17 settembre 2000 | Brasile              |
| 9  | Renato Russomanno     | S     | 5 gennaio 1983    | Brasile              |
| 10 | Victor Araújo         | C     | 14 maggio 1996    | Brasile              |
| 11 | João Franck           | S     | 9 marzo 1999      | Brasile              |
| 12 | Matheus da Cunda      | C     | 1º dicembre 1991  | Brasile              |
| 13 | Deivid Mota           | S     | 14 dicembre 1988  | Brasile              |
| 14 | Geovane Kuhnen        | C     | 10 ottobre 2000   | Brasile              |
| 15 | Yago Camargo          | S     | 9 maggio 2004     | Brasile              |
| 17 | Henrique Batagim      | S     | 1º agosto 1993    | Brasile              |
| 18 | Lucas Hoffmann        | S     | 30 ottobre 2003   | Brasile              |

## Statistiche

### Statistiche di squadra
| Competizione      | Punti | In casa | In casa | In casa | In trasferta | In trasferta | In trasferta | Totale | Totale | Totale |
| Competizione      | Punti | G       | V       | P       | G            | V            | P            | G      | V      | P      |
| ----------------- | ----- | ------- | ------- | ------- | ------------ | ------------ | ------------ | ------ | ------ | ------ |
| Superliga Série A | 39    | 14      | 9       | 5       | 13           | 5            | 8            | 27     | 14     | 13     |
| Coppa del Brasile | -     | 0       | 0       | 0       | 1            | 1            | 0            | 2      | 1      | 1      |
| Totale            | -     | 14      | 9       | 5       | 14           | 6            | 8            | 29     | 15     | 14     |

### Statistiche dei giocatori
| Giocatore      | Superliga Série A | Superliga Série A | Superliga Série A | Superliga Série A | Superliga Série A |
| Giocatore      | P                 | PT                | AV                | MV                | BV                |
| -------------- | ----------------- | ----------------- | ----------------- | ----------------- | ----------------- |
| V. Araújo      | 27                | 172               | 126               | 39                | 7                 |
| H. Batagim     | 21                | 98                | 85                | 10                | 3                 |
| M. Cerqueira   | 16                | 8                 | 5                 | 3                 | 0                 |
| Y. Camargo     | 0                 | 0                 | 0                 | 0                 | 0                 |
| P. Cortal      | 1                 | 0                 | 0                 | 0                 | 0                 |
| M. da Cunda    | 27                | 212               | 137               | 68                | 7                 |
| R. de Carvalho | 27                | 1                 | 1                 | 0                 | 0                 |
| S. de Carvalho | 26                | 37                | 7                 | 18                | 12                |
| G. Fogaça      | 1                 | 0                 | 0                 | 0                 | 0                 |
| J. Franck      | 26                | 174               | 157               | 7                 | 10                |
| L. Hoffmann    | 0                 | 0                 | 0                 | 0                 | 0                 |
| G. Kuhnen      | 19                | 25                | 25                | 0                 | 0                 |
| D. Mota        | 25                | 209               | 193               | 8                 | 8                 |
| G. Nicomedes   | 22                | 1                 | 0                 | 0                 | 1                 |
| F. Paese       | 23                | 477               | 433               | 32                | 12                |
| L.F. Pantaleão | 21                | 20                | 18                | 2                 | 0                 |
| R. Russomanno  | 27                | 164               | 154               | 7                 | 3                 |

P = presenze; PT = punti totali; AV = attacchi vincenti; MV = muri vincenti; BV = battute vincenti

NB: Non sono disponibili i dati relativi alla Coppa del Brasile e, di conseguenza, quelli totali.